# Lễ hội Nghinh Ông Quan Thánh Đế Quân
Lễ hội Nghinh Ông Quan Thánh Đế Quân là một lễ hội của người Hoa tại Phan Thiết. Lễ hội truyền thống này tiêu biểu cho phong tục tập quán và tín ngưỡng của người Hoa, ước mong cho quốc thái dân an, mưa thuận gió hòa, cho một cuộc sống thanh bình, mọi người trong xã hội được ấm no hạnh phúc.

## Thời điểm và nơi tổ chức
Thông lệ, cứ 2 năm tổ chức một lần(vào năm chẳn) và đã được thực hiện từ hàng trăm năm trước. Nơi thường diễn ra các hoạt động chính là Chùa Ông (tức Quan Đế Miếu) tại phường Đức Nghĩa, thành phố Phan Thiết, tỉnh Bình Thuận. Ngôi miếu này khởi nguyên là thờ Quan Công.

## Các ngày tổ chức
Lễ hội ngày thường được tổ chức trong 3 ngày với các sự kiện:
Ngày thứ nhất: (Phần Lễ)
- Lễ Thỉnh Kiệu Bà Thiên Hậu
- Lễ Thỉnh nước
- Lễ Thỉnh Kinh
- Lễ Thỉnh Kiệu thần Chiêu Ứng Công
- Lễ Yết Quan Thánh
- Hội quán Phúc Kiến ra mắt
- Hội quán Quảng Đông ra mắt
- Cáo Tiền Hiền
- Lễ Chiêu vong linh Tiền Hiền

Ngày thứ hai: (Phần Lễ)
- Hội Quán Triều Châu ra mắt
- Hội Quán Hải Nam ra mắt
- Đoàn Rồng Thanh Long Quan Đế Miếu
- Lễ phóng sinh
- Cúng ngọ
- Cúng thí thực
- Thả thuyền (cửa biển Phan Thiết)
- Lễ Hoàn mãn

Ngày thứ ba: (Phần Hội)
- Cao điểm của lễ hội:

Bắt đầu từ sáng sớm, Đoàn thỉnh Ông Quan Thánh Đế Quân xuất du. Thành viên trong đoàn gồm 900 người là thành viên các Hội Quán. Với băng rol mã lộ, băng rol đại kỳ, lồng đèn, bàn hương án, đoàn nhạc cổ,... (Theo thứ tự lần lượt là: Hội quán Phúc Kiến, Hội quán Quảng Đông, Hội quán Triều Châu, Hội quan Hải Nam, Quan Đế Miếu)
Các thành viên các hội quán chia ra làm tổ chức công việc:
- Đi cà kheo
- Gánh hoa, múa hoa
- Múa Thái cực kiếm
- Múa đèn,
- Múa quạt,
- Xe hoa Đồng tử bái Quan âm
- Đội Tam Tạng thỉnh kinh
- Đội Phước Lộc Thọ
- Thần tài
- Bao công xử án
- Lân Sư Rồng cung đình
- Kiệu Chiêu Ứng Công
- Kiệu Bà Chúa Sanh Nương Nương
- Kiệu Thiên Hậu Thánh Mẫu
- Ngai Phước Đức Chánh Thần
- Quan Bình cưỡi ngựa
- Châu Xương
- Lính hầu
- Người cầm trống
- Người dắt ngựa
- Đội mang Bát Bửu (gồm 8 người hộ tống trước kiệu ông Quan Công)
- Kiệu Quan Thánh
- Đoàn rồng Thanh Long ...